# Almazán
Almazán je španělská obec v autonomním společenství Kastilie a León. S 5800 obyvateli je druhým největším sídlem provincie Soria, jednoho z nejméně zalidněných a nejchudších území Evropské unie. Almazán si na rozdíl od mnoha okolních obcí uchoval železniční spojení Soria–Madrid.